# Прапор Ананьєва
Пра́пор Ана́ньєва — офіційний символ міста Ананьїв Одеської області, затверджений у 2016 р. рішенням сесії Ананьївської міської ради.

## Опис
На синьому квадратному полотнищі три білих лелеки з червоними дзьобами, що стоять кожен на жовтому гнізді, два i один.